# 掃譯
掃譯（scanlation）是將外語漫畫掃描並翻譯成其母語的粉絲團體活動。進行掃譯的人員大多是業餘愛好者，其活動均沒有經過出版商等版權持有人的許可，屬侵權活動。
「掃譯」是從掃描（scan）和翻譯（translation）衍生出的混成詞。掃譯後的成品，會在討論區、個人網站等發佈並以串流媒体、BitTorrent和對等網路等方式流通。

## 成因
掃譯團體主要分為兩類，發表本國內未出版漫畫的團體，發表已經被商業利用的漫畫之團體。某些情況下，是因為商業發行的漫畫有潛在或實際上的審查或缺點。
另一個動機是由於大量新漫畫的問世。大多數的新動畫會被加上字幕，其中不少散佈受到世界各地的公司所許可。然而，在日本（其擁有世界上最大的漫畫市場）推出的大量漫畫，難以被其他地區的市場完全吸收。掃譯者發佈通常是為了更廣泛推廣作品。
在地化也是掃譯支持者常見的訴求。商業版本通常為了對目標受眾產生更大的效用，而將標題、稱呼、雙關語、文化引用等做更改。商業版本「糟糕的」（flipping）水平翻轉動作，也受到漫畫愛好者的批評。日語閱讀傳統上由右至左，而西方語言如英語、西班牙語、法語等則是由左至右。然而，這「翻轉」（flip）改變了原來的成品（如翻轉後的漫畫圖A像將保持易讀對話翻譯，而其他任何圖形，像是在衣服上的字眼或建築物將顛倒而混淆），由於大規模的愛好者投訴，這種做法大量減少。
對部分愛好者而言，商業版本的成本和發行速度仍然是一項問題。輸入漫畫有時成本會低於商業發行版本，即使運費成本高昂。儘管漫畫在原國家每週或每月連載，翻譯版本因為必須顧及翻譯和重新包裝產品，往往需要較長的時間。

## 合法
粉丝经常将书视为阅读未获许可在其所在地区发行的漫画的唯一方法。